# UCI ProSeries
A UCI ProSeries é uma competição ciclista que agrupa as corridas que têm obtido a licença ProSeries, é o segundo nível de competição na ordem de importância do ciclismo de estrada masculino após o UCI World Tour. Foi criado no ano de 2020 pela União Ciclista Internacional.

## História
A UCI ProSeries cria-se depois de uma reforma ao calendário internacional do ciclismo de estrada integrando-se nas seguintes três divisões: UCI World Tour (máxima categoria a nível mundial), UCI ProSeries (segunda categoria) e Circuitos Continentais da UCI (última categoria).
Esta nova divisão UCI ProSeries substitui as classes 1.hc (corrida de um dia), as 2.hc (corrida de vários dias), e as classes *.1 (corrida de um ou vários dias). Agora se compõem de 1.pro (corrida de um dia) e 2.pro (corrida por etapas).

## Regulamento
A UCI ProSeries é uma divisão de ciclismo de estrada na que podem participar as equipas registadas ante a UCI com licença UCI World Team, UCI Pro Team, Continentais e equipas nacionais. Assim mesmo, os eventos UCI ProSeries devem estar registados no calendário UCI ProSeries - uma parte integral do calendário internacional da UCI - com o procedimento estabelecido pela UCI. As normas e condições que regem as corridas da divisão UCI ProSeries estão dadas pelo regulamento da UCI em geral das quais o calendário não pode exceder um máximo de 190 dias, por outro lado, o número de dias de corridas por continente não deve exceder o 15% do número total de dias de corridas no continente no calendário internacional. Um continente no que o número total de dias de competição na UCI ProSeries exceda dito limite não permitir-se-á registar eventos adicionais no calendário. As provas UCI ProSeries não podem ser incluídas no calendário entre o final da temporada, nem também não devem ser simultânea com mais de três eventos UCI World Tour ou outro evento UCI ProSeries realizados em outro continente.

## Equipas
As equipas que podem participar nas diferentes corridas depende da categoria das mesmas. As equipas UCI World Team e UCI Pro Team, têm cota limitada para competir de acordo ao ano correspondente estabelecido pela UCI, as equipas UCI Continentais e selecções nacionais não têm restrições de participação:

## Eventos e vencedores
| Ano                                    | 2020                        | 2021                        | 2022                        | 2023                        | 2024                        |
| -------------------------------------- | --------------------------- | --------------------------- | --------------------------- | --------------------------- | --------------------------- |
| Volta a San Juan                       | Evenepoel (1/11)            | Cancelado                   | Cancelado                   | López (2/2)                 | Não faz parte               |
| Volta à Comunidade Valenciana          | Pogačar (1/5)               | Küng                        | Vlasov (2/2)                | Costa (1/2)                 | McNulty (2/3)               |
| Figueira Champions Classic             | Não existia                 | Não existia                 | Não existia                 | Parte do UCI Europe Tour    | Evenepoel (10/11)           |
| Clássica de Almeria                    | Ackermann (1/2)             | Nizzolo (1/2)               | Kristoff (1/3)              | Moschetti                   | Kooij (4/4)                 |
| Tour de Omã                            | Cancelado                   | Cancelado                   | Hirt                        | Jorgenson                   | A Yates (2/2)               |
| Tour de la Provence                    | Quintana (1/2)              | Sosa (1/2)                  | Quintana (2/2)              | Cancelado                   | Parte do UCI Europe Tour    |
| Volta ao Algarve                       | Evenepoel (2/11)            | Rodrigues                   | Evenepoel (8/11)            | D Martínez (2/2)            | Evenepoel (11/11)           |
| Volta à Andaluzia                      | Fuglsang                    | López (1/2)                 | Poels                       | Pogačar (5/5)               | sem vencedor                |
| Classic Sud Ardèche                    | Cavagna                     | Gaudu                       | McNulty (1/3)               | Alaphilippe (2/2)           | Ayuso                       |
| Kuurne-Bruxelas-Kuurne                 | Asgreen                     | M Pedersen (1/2)            | Jakobsen (2/2)              | Benoot                      | van Aert (4/4)              |
| La Drôme Classic                       | Clarke                      | Bagioli (1/2)               | Vingegaard                  | Perez                       | Hirschi (4/4)               |
| Troféu Laigueglia                      | Ciccone                     | Mollema                     | Polanc                      | Peters                      | L Martinez (2/2)            |
| Nokere Koerse                          | Cancelado                   | Robeet                      | Merlier (3/7)               | Merlier (4/7)               | Merlier (6/7)               |
| Milano-Torino                          | Démare (1/6)                | Roglič (2/4)                | Cavendish (2/2)             | de Kleijn                   | Bettiol                     |
| Grande Prêmio de Denain                | Cancelado                   | Philipsen (2/3)             | Walscheid                   | Molano                      | Steimle                     |
| Bredene Koksijde Classic               | Cancelado                   | Merlier (2/7)               | Ackermann (2/2)             | Thijssen                    | Mozzato                     |
| Grande Prêmio Miguel Induráin          | Cancelado                   | Valverde                    | Barguil                     | I Izagirre                  | McNulty (3/3)               |
| Scheldeprijs                           | Ewan (1/2)                  | Philipsen (1/3)             | Kristoff (2/3)              | Philipsen (3/3)             | Merlier (6/7)               |
| Flecha Brabanzona                      | Alaphilippe (1/2)           | Pidcock                     | Sheffield                   | Godon (1/2)                 | Cosnefroy                   |
| Tour dos Alpes                         | Cancelado                   | S Yates                     | Bardet                      | Geoghegan Hart              |                             |
| Volta à Turquia                        | Cancelado                   | Díaz                        | Bevin                       | Parte do UCI Europe Tour    |                             |
| GP du Morbihan                         | Cancelado                   | Marit                       | Simon                       | De Lie (1/2)                |                             |
| Tro Bro Leon                           | Cancelado                   | Swift                       | Hofstetter                  | Nizzolo (2/2)               |                             |
| Volta à Hungria                        | Parte do UCI Europe Tour    | Parte do UCI Europe Tour    | Parte do UCI Europe Tour    | Hirschi (1/4)               |                             |
| Quatro Dias de Dunquerque              | Cancelado                   | Cancelado                   | Gilbert                     | Grégoire                    |                             |
| Volta à Noruega                        | Cancelado                   | Hayter                      | Evenepoel (9/11)            | Tulett                      |                             |
| Boucles de la Mayenne                  | Cancelado                   | Démare (3/6)                | Thomas                      | Lazkano                     |                             |
| Circuito Franco-Belga                  | Cancelado                   | Jakobsen (1/2)              | Kristoff (3/3)              | De Lie (2/2)                |                             |
| Brussels Cycling Classic               | Merlier (1/7)               | Evenepoel (6/11)            | van der Hoorn               | Démare (6/6)                |                             |
| ZLM Tour                               | Cancelado                   | Cancelado                   | Kooij (1/4)                 | Kooij (3/4)                 | Parte do UCI Europe Tour    |
| Dwars door het Hageland                | Rickaert                    | Tiller (1/2)                | Riesebeek                   | Tiller (2/2)                |                             |
| Mont Ventoux Dénivelé Challenge        | Parte do UCI Europe Tour    | Parte do UCI Europe Tour    | Parte do UCI Europe Tour    | L Martinez (1/2)            | Não faz parte do calendário |
| Volta à Bélgica                        | Cancelada                   | Evenepoel (4/11)            | Schmid                      | van der Poel (2/3)          |                             |
| Volta à Eslovénia                      | Cancelada                   | Pogačar (2/5)               | Pogačar (3/5)               | Zana                        |                             |
| Volta ao Lago Qinghai                  | Parte do UCI Asia Tour      | Parte do UCI Asia Tour      | Parte do UCI Asia Tour      | Mulubrhan                   |                             |
| Tour de Valônia                        | Démare (2/6)                | Simmons                     | Stannard                    | Ganna                       |                             |
| Volta a Burgos                         | Evenepoel (3/11)            | Landa                       | Sivakov                     | Roglič (3/4)                |                             |
| Arctic Race da Noruega                 | Cancelado                   | Hermans                     | Leknessund                  | Williams                    |                             |
| Volta à Dinamarca                      | Cancelado                   | Evenepoel (5/11)            | Laporte (2/2)               | M Pedersen (2/2)            |                             |
| Gran Trittico Lombardo                 | G Izagirre                  | Não faz parte do calendário | Não faz parte do calendário | Não faz parte do calendário | Não faz parte do calendário |
| Volta à Alemanha                       | Cancelada                   | Politt                      | A Yates (1/2)               | Van Wilder (1/2)            |                             |
| Maryland Cycling Classic               | Cancelado                   | Cancelado                   | Vanmarcke                   | Skjelmose (2/2)             |                             |
| Volta à Grã-Bretanha                   | Cancelada                   | van Aert (1/4)              | Serrano (1/2)               | van Aert (2/4)              |                             |
| Grande Prêmio de Fourmies              | Cancelado                   | Viviani                     | Ewan (2/2)                  | Merlier (5/7)               |                             |
| GP Industria & Artigianato di Larciano | Cancelado                   | Vansevenant                 | Ulissi (2/2)                | Healy                       |                             |
| Grande Prêmio da Valônia               | Cancelado                   | Laporte (1/2)               | van der Poel (1/3)          | Serrano (2/2)               |                             |
| Coppa Sabatini                         | Smith                       | Valgren                     | D Martínez (1/2)            | Hirschi (2/4)               |                             |
| Primus Classic                         | Cancelado                   | Sénéchal                    | Meeus                       | van der Poel (3/3)          |                             |
| Volta ao Luxemburgo                    | Ulissi (1/2)                | Almeida                     | Skjelmose (1/2)             | Hirschi (3/4)               |                             |
| Giro de Münsterland                    | Cancelado                   | Cavendish (1/2)             | Kooij (2/4)                 | Hagenes                     |                             |
| Tour de Langkawi                       | Celano                      | Cancelado                   | Sosa (2/2)                  | Carr                        |                             |
| Giro dell'Emilia                       | Vlasov (1/2)                | Roglič (1/4)                | Mas                         | Roglič (4/4)                |                             |
| Paris–Tours                            | C Pedersen                  | Démare (4/6)                | Démare (5/6)                | Sheehan                     |                             |
| Coppa Bernocchi                        | Cancelada                   | Evenepoel (7/11)            | Ballerini                   | van Aert (3/4)              |                             |
| Tre Valli Varesine                     | Cancelado                   | De Marchi                   | Pogačar (4/5)               | Van Wilder (2/2)            |                             |
| Tour de Hainan                         | Não fez parte do calendário | Não fez parte do calendário | Não fez parte do calendário | Sevilla                     | Não fez parte do calendário |
| Giro del Piemonte                      | Bennett                     | Walls                       | García Cortina              | Bagioli (2/2)               |                             |
| Giro del Veneto                        | Não fez parte do calendário | Parte do UCI Europe Tour    | Parte do UCI Europe Tour    | Godon (2/2)                 |                             |
| Volta ao Lago Taihu                    | Não fez parte do calendário | Não fez parte do calendário | Não fez parte do calendário | Jackson                     |                             |
| Japan Cup                              | Cancelada                   | Cancelada                   | Powless                     | Costa (2/2)                 |                             |
| Veneto Classic                         | Não fez parte do calendário | Parte do UCI Europe Tour    | Parte do UCI Europe Tour    | Formolo                     |                             |

### Mais vitórias
| Rank | Ciclista             | Vitória |
| ---- | -------------------- | ------- |
| 1.   | Remco Evenepoel      | 11      |
| 2.   | Arnaud Démare        | 6       |
| 2.   | Tim Merlier          | 6       |
| 4.   | Tadej Pogačar        | 5       |
| 5.   | Marc Hirschi         | 4       |
| 5.   | Olav Kooij           | 4       |
| 5.   | Primož Roglič        | 4       |
| 5.   | Wout van Aert        | 4       |
| 9.   | Alexander Kristoff   | 3       |
| 9.   | Jasper Philipsen     | 3       |
| 9.   | Mathieu van der Poel | 3       |

### Vitórias por país
| Rank | País           | Vitórias | Ciclistas |
| ---- | -------------- | -------- | --- |
| 1.   | Bélgica        | 38       | Evenepoel (11), Merlier (6), van Aert (4), Philipsen (3), De Lie (2), Van Wilder (2), Benoot, Gilbert, Hermans, Marit, Meeus, Rickaert, Robeet, Thijssen, Vanmarcke, Vansevenant |
| 2.   | França         | 26       | Démare (6), Alaphilippe (2), Godon (2), Laporte (2), L Martinez (2), Bardet, Barguil, Cavagna, Gaudu, Grégoire, Hofstetter, Perez, Peters, Sénéchal, Simon, Sivakov, Thomas      |
| 3.   | Itália         | 16       | Bagioli (2), Nizzolo (2), Ulissi (2), Ballerini, Bettiol, Celano, Ciccone, De Marchi, Formolo, Ganna, Moschetti, Viviani, Zana                                                   |
| 4.   | Países Baixos  | 14       | Kooij (4), van der Poel (3), Jakobsen (2), de Kleijn, Mollema, Poels, Riesebeek, van der Hoorn                                                                                   |
| 5.   | Grã-Bretanha   | 13       | Cavendish (2), A Yates (2), Carr, Geoghegan Hart, Hayter, Pidcock, Swift, Tulett, Walls, Williams, S Yates                                                                       |
| 6.   | Espanha        | 12       | Serrano (2), Ayuso, Díaz, García Cortina, G Izagirre, I Izagirre, Landa, Lazkano, Mas, Sevilla, Valverde                                                                         |
| 7.   | Eslovênia      | 10       | Pogačar (5), Roglič (4), Polanc |
| 8.   | Colômbia       | 9        | López (2), D Martínez (2), Quintana (2), Sosa (2), Molano |
| 8.   | Dinamarca      | 9        | M Pedersen (2), Skjelmose (2), Asgreen, Fuglsang, C Pedersen, Valgren, Vingegaard                                                                                                |
| 10.  | Noruega        | 7        | Kristoff (3), Tiller (2), Hagenes, Leknessund |
| 10.  | Estados Unidos | 7        | McNulty (2), Jorgenson, Powless, Sheehan, Sheffield, Simmons |
| 12.  | Suíça          | 6        | Hirschi (4), Küng, Schmid |
| 13.  | Alemanha       | 5        | Ackermann (2), Politt, Steimle, Walscheid |
| 14.  | Austrália      | 4        | Ewan (2), Clarke, Stannard |
| 14.  | Nova Zelândia  | 4        | Bennett, Bevin, Jackson, Smith |
| 14.  | Portugal       | 4        | Costa (2), Almeida, Rodrigues |
| 17.  | Rússia         | 2        | Vlasov (2) |
| 18.  | Chéquia        | 1        | Hirt |
| 18.  | Eritreia       | 1        | Mulubrhan |
| 18.  | Irlanda        | 1        | Healy |

### Vitórias por equipas
Equipas em itálico não estão mais activas.
| Rank | Equipa                          | Vitórias | Ciclistas |
| ---- | ------------------------------- | -------- | --- |
| 1.   | Soudal Quick-Step               | 31       | Evenepoel (11), Merlier (3), Alaphilippe (2), Bagioli (2), Cavendish (2), Jakobsen (2), Van Wilder (2), Almeida, Asgreen, Ballerini, Cavagna, Schmid, Sénéchal, Vansevenant |
| 2.   | UAE Team Emirates               | 19       | Pogačar (5), Hirschi (4), McNulty (2), Ulissi (2), Ackermann, Ayuso, Formolo, Molano, Polanc, A Yates                                                                       |
| 3.   | Team Visma-Lease a Bike         | 17       | Kooij (4), Roglič (4), van Aert (4), Bennett, Benoot, Hagenes, Laporte, Vingegaard                                                                                          |
| 4.   | Predefinição:Dados ciclismo AFC | 12       | Merlier (3), Philipsen (3), van der Poel (3), Rickaert, Riesebeek, Stannard                                                                                                 |
| 5.   | Groupama-FDJ                    | 11       | Démare (6), L Martinez (2), Gaudu, Grégoire, Küng |
| 5.   | Ineos Grenadiers                | 11       | D Martínez (2), Ganna, Geoghegan Hart, Hayter, Pidcock, Sheffield, Sivakov, Sosa, Tulett, A Yates                                                                           |
| 7.   | Movistar Team                   | 9        | Serrano (2), García Cortina, Jorgenson, Lazkano, López, Mas, Sosa, Valverde                                                                                                 |
| 8.   | BMC Racing Team                 | 8        | Kristoff (3), Costa (2), Hirt, Thijssen, van der Hoorn |
| 9.   | Predefinição:Dados ciclismo ISN | 7        | Bevin, De Marchi, Hermans, Nizzolo, Sheehan, Vanmarcke, Williams |
| 10.  | Cofidis                         | 6        | I Izagirre, Laporte, Perez, Thomas, Viviani, Walscheid |
| 10.  | Cannondale-Drapac               | 6        | Bettiol, Carr, Clarke, Healy, Powless, Valgren |
| 10.  | Lidl-Trek                       | 6        | M Pedersen (2), Skjelmose (2), Mollema, Simmons |
| 13.  | Arkéa-B&B Hotels                | 5        | Quintana (2), Barguil, Hofstetter, Swift |
| 13.  | Red Bull-Bora-Hansgrohe         | 5        | Ackermann, Meeus, Politt, Vlasov, Walls |
| 13.  | Lotto Soudal                    | 5        | De Lie (2), Ewan (2), Gilbert |
| 16.  | Decathlon AG2R La Mondiale Team | 3        | Godon (2), Peters |
| 16.  | Astana                          | 3        | Fuglsang, G Izagirre, Vlasov |
| 16.  | Team Picnic-PostNL              | 3        | Bardet, Leknessund, C Pedersen |
| 16.  | Team Jayco AlUla                | 3        | Smith, S Yates, Zana |
| 20.  | Team Bahrain Victorious         | 2        | Landa, Poels |
| 20.  | Medellín–EPM                    | 2        | López, Sevilla |
| 20.  | Predefinição:Dados ciclismo Q36 | 2        | Moschetti, Steimle |
| 20.  | Uno-X Pro Cycling Team          | 2        | Tiller (2) |
| 24.  | Bingoal Pauwels Sauces WB       | 1        | Robeet |
| 24.  | Predefinição:Dados ciclismo BEB | 1        | Jackson |
| 24.  | Delko–Marseille Provence KTM    | 1        | Díaz |
| 24.  | Bardiani-CSF                    | 1        | Mulubrhan |
| 24.  | Italy (national team)           | 1        | Ciccone |
| 24.  | Sport Vlaanderen–Baloise        | 1        | Marit |
| 24.  | Team Qhubeka NextHash           | 1        | Nizzolo |
| 24.  | Predefinição:Dados ciclismo TSC | 1        | Celano |
| 24.  | Team Total Direct Énergie       | 1        | Simon |
| 24.  | Predefinição:Dados ciclismo TUD | 1        | de Kleijn |
| 24.  | W52–FC Porto–Mestre da Cor      | 1        | Rodrigues |